# 벳푸시

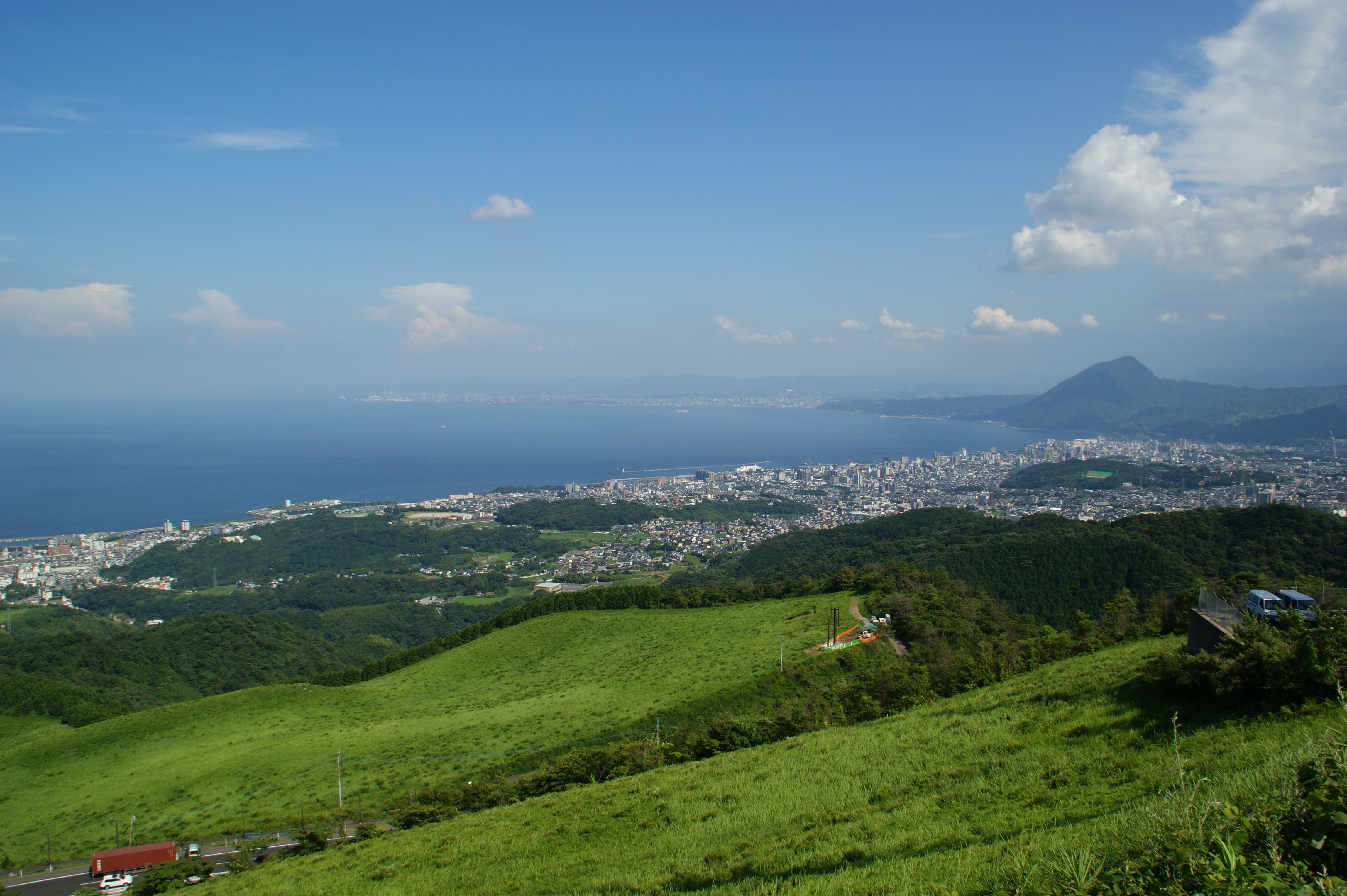
벳푸만

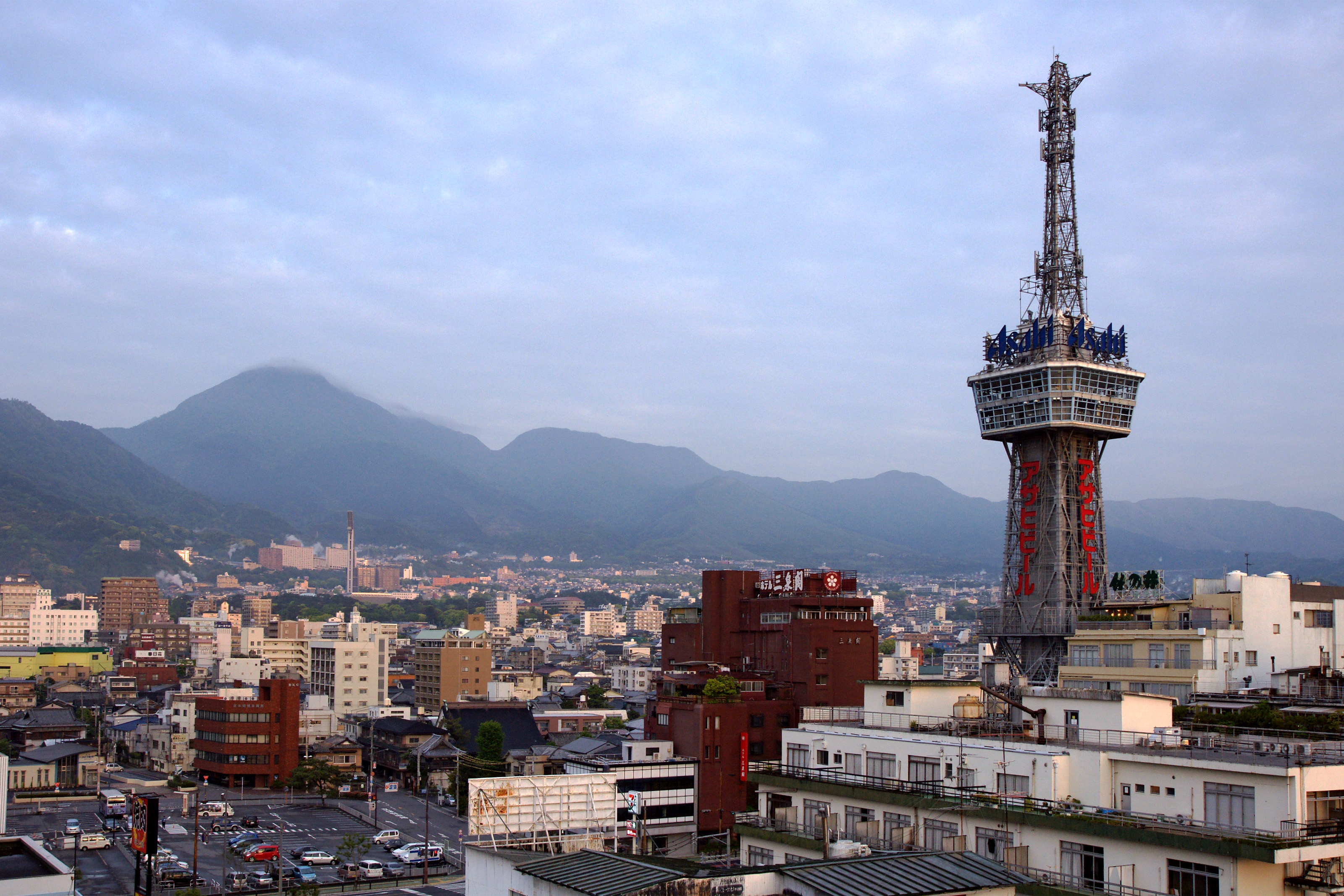
벳푸 타워

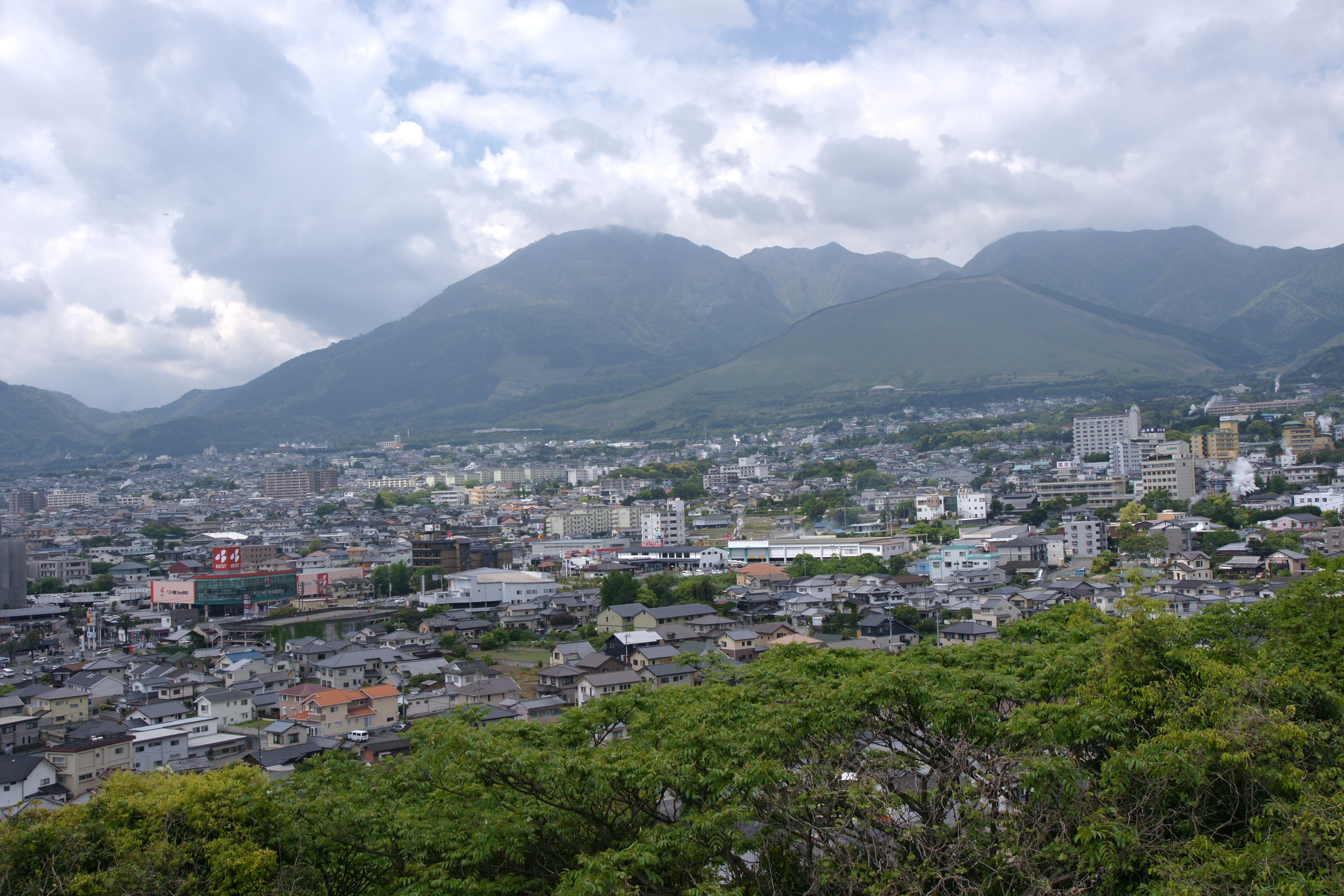
벳푸 간나와 온천

벳푸시(일본어: 別府市)는 일본 오이타현 중앙부에 있는 시이며 오이타현에서는 두 번째로 인구가 많다.

## 지리
오이타현 동부의 거의 중앙에 위치하고 서쪽에는 유후다케, 쓰루미다케를 중심으로 한 연산과 동쪽에는 세토 내해(벳푸만)로 흘러드는 아사미강, 하루키강, 사카이가와강 등 하천에 의해 형성된 선상지와 하류부의 충적평야가 있다. 선상지의 북부 및 남부는 단층 활동에 의해 동서를 횡단하듯이 짧은 단층이 다수 분포하고 시가지는 그러한 단층 사이에 끼어 있는 움푹 패인 지형에 입지하고 있다. 서부는 오이타 백경 중 하나로 선정되어 있는 유후강 협곡 및 아소쿠주 국립공원으로 지정되어 있어 숲이 많다.
시를 남북으로 관통하는 형태로 해안선을 따라 국도 10호선, 중앙부에는 오이타 자동차도가 통과한다. 벳푸 국제 관광항을 기점으로 쓰루미다케, 유후다케의 남쪽을 오이타현도 11호 벳푸 이치노미야선(규슈 횡단도로)이 통과한다.

### 기후
세토 내해식 기후에 속하고 연평균 기온은 16.6°C, 연 강수량은 1963mm이다.

### 인접한 자치체
- 오이타시
- 우사시
- 유후시
- 하야미군 히지정

## 역사
- 1889년 4월 1일 - 정촌제 시행으로 하야미군 벳푸촌이 성립하였다.
- 1893년 4월 11일 - 벳푸촌이 정으로 승격해 벳푸정이 되었다.
- 1924년 4월 1일 - 벳푸정이 시로 승격해 벳푸시가 되었다.
- 1935년 9월 4일 - 1정 2촌을 편입하였다.

## 온천

### 벳푸 팔탕
벳푸 시내에 점재해 있는 온천지는 크게 8개로 나뉜다.
- 호리타 온천
- 간카이지 온천
- 벳푸 온천
- 하마와키 온천
- 가메가와 온천
- 시바세키 온천
- 묘반 온천
- 간나와 온천

### 시영 온천
- 하마와키 온천
- 유토피아 하마와키
- 나게시 온천
- 다케가와라 온천
- 후로센
- 다노유 온천
- 가이몬지 온천
- 기타하마 온천 (테르마스)
- 벳푸 해변 모래탕
- 하마다 온천
- 간나와 무시유
- 네츠노유
- 시바세키 온천
- 가쿠주센
- 호리타 온천
- 벳푸 커뮤니티센터

## 교통

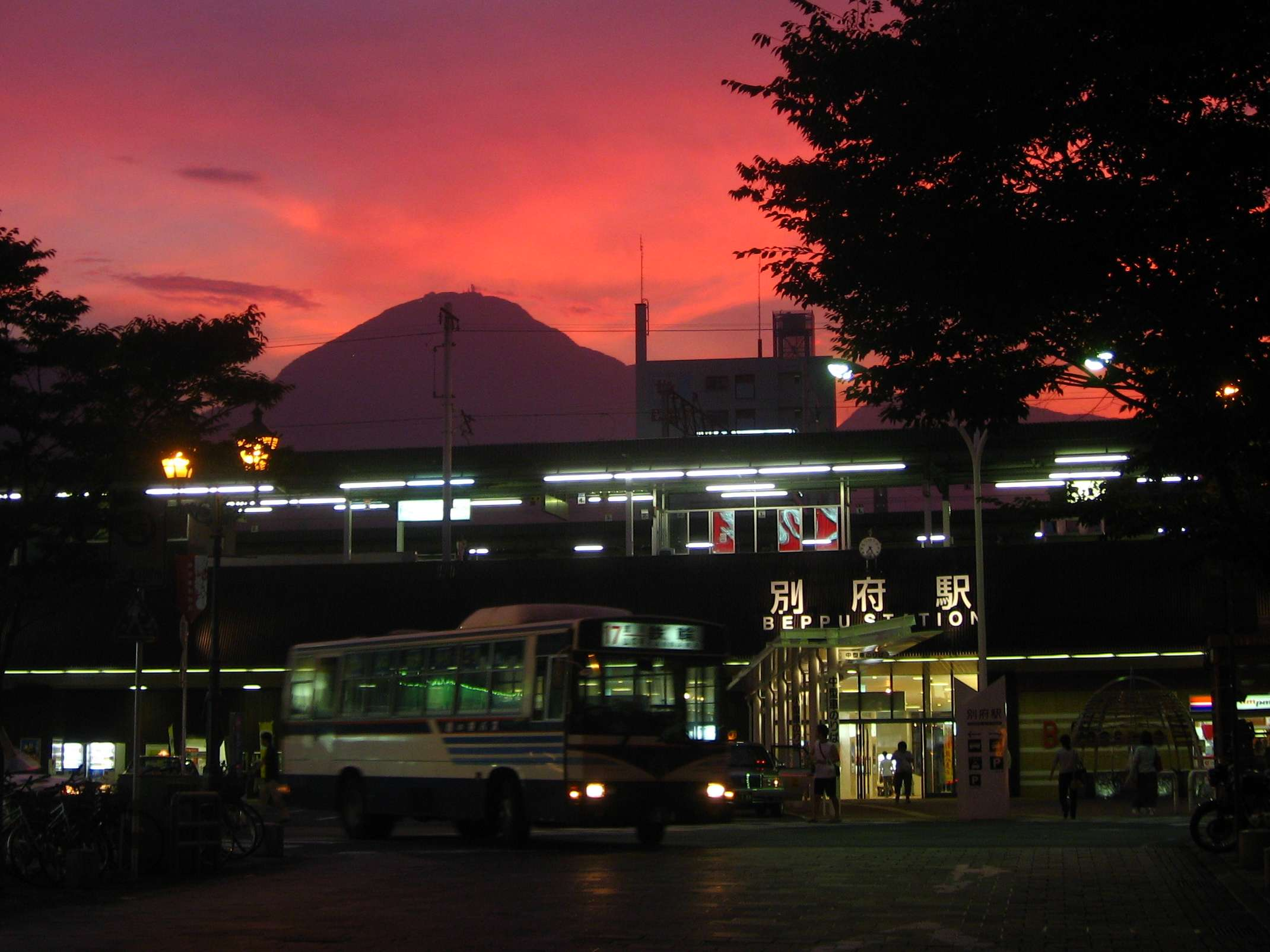
벳푸역

### 철도
- 규슈 여객철도 닛포 본선
  - 가메가와역 - 벳푸다이가쿠역 - 벳푸역 - 히가시벳푸역

### 도로
- 오이타 자동차도
- 국도 10호선
- 국도 213호선
- 국도 500호선

## 관광지

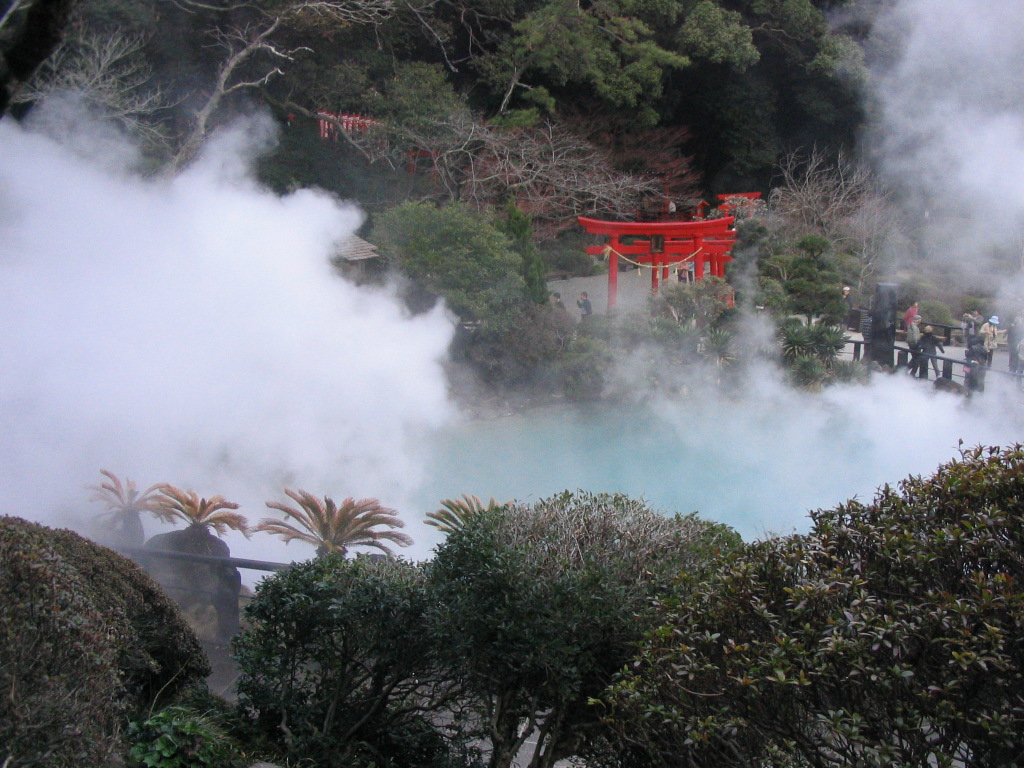
바다 지옥

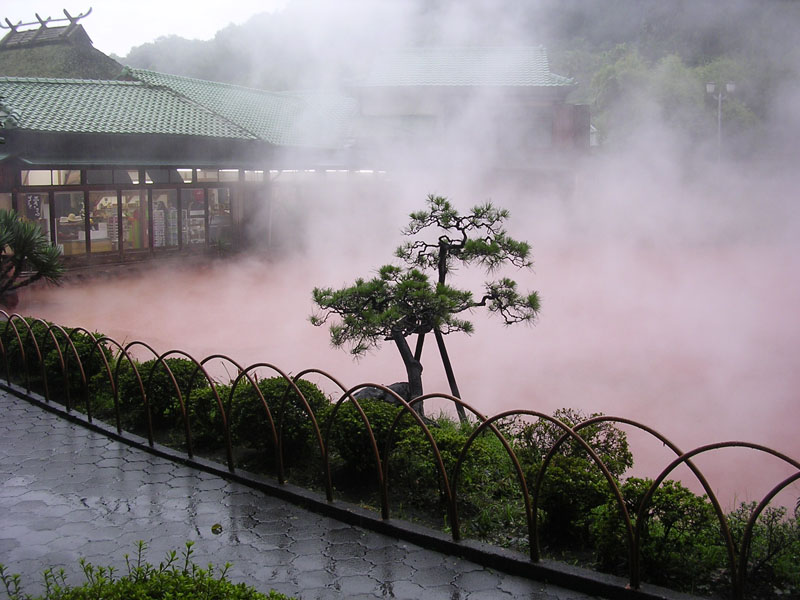
피연못 지옥

- 지옥순례 - 사람이 접근할 수 없을 정도로 온도가 높은 분기, 열탕들이 분출되는 토지가 있어 사람들이 이곳을 지옥이라 불렀다고 한 것에서 명칭이 유래되었다.
  - 바다 지옥(우미지고쿠) - 코발트색 온천이 특징이다. 섭씨 98도.
  - 산 지옥(야마지고쿠) - 온천열로 동물을 사육하고 있다.
  - 가마솥 지옥(가마도지고쿠) - 지옥분기로 밥을 지었다고 하여 그 이름이 붙여졌다.
  - 귀산 지옥(오니야마지고쿠) - 별명은 악어지옥(와니지고쿠). 악어가 사육되고 있다.
  - 흰연못 지옥(시라이케지고쿠) - 유백색 온천으로 열대어를 사육하고 있다.
  - 금룡지옥(긴류지 고쿠) - 온천 증기가 금색으로 빛나는 용으로 보인다고 하여 그 이름이 붙여졌다.
  - 피연못 지옥(지노이케지고쿠) - 일본 최고의 천연지옥. 붉은색의 온천이 특징이다.
  - 회오리 지옥(다쓰마키지고쿠) - 일정 간격으로 온천수가 뿜어져 오른다.

- 기지마 유원지

- 원더 라쿠텐치

- 다카사키 자연공원 - 행정구역상으로는 오이타시에 속하지만 벳푸시와 인접한다. 산 전체가 일본원숭이의 서식지로 약 1,700마리의 원숭이가 그룹을 이뤄 생활하고 있다.

- 긴테쓰 로프웨이 - 아소 쿠주 국립공원 내에 있는 쓰루미산 정상까지 로프웨이로 오를 수 있다. 정상까지 10분 정도 소요된다.

## 자매·우호·국제 교류 도시

### 자매 도시
- 일본 시즈오카현 아타미시(1966년 8월 5일)
- 대한민국 전라남도 목포시(1984년 10월 1일)
- 미국 텍사스주 보몬트(1985년 5월 20일)
- 뉴질랜드 로토루아(1987년 7월 10일)
- 영국 바스(1994년 10월 31일)

### 국제 교류 도시
- 대한민국 제주특별자치도 제주시 - 2003년 1월 17일 조인(5년간), 2008년 1월 21일에 갱신 조인.